# Gaiking - Legend of Daiku-Maryu
Gaiking - Legend of Daiku-Maryu (ガイキング LEGEND OF DAIKU-MARYU?, Gaikingu Rejendo Ofu Daikū-Maryū) è un anime televisivo di 39 episodi prodotto nel 2005 dalla Toei Animation. L'anime è un reboot della vecchia serie del 1976 Gaiking il robot guerriero), con cui condivide soltanto parte del mecha del robot e il nome di qualche personaggio, con poche altre citazioni. È stato trasmesso dal 12 novembre 2005 al 24 settembre 2006 su TV Asahi in Giappone, mentre in Italia dal 6 ottobre 2009 su Hiro, dal 5 luglio 2011 su Italia 2 e (parzialmente) dal 7 gennaio 2012 su Italia 1.

## Trama
La serie racconta le avventure del giovane Daiya Tsuwabuki, che ha perso il padre in un misterioso incidente in barca. Da quel momento Daiya, sostenendo che la causa di questa sparizione fossero stati dei mostri giganti, viene emarginato da tutti. Fino al giorno in cui gli stessi mostri ricompaiono insieme al Daiku-Maryu (Drago spaziale nella versione italiana), un potente "drago meccanico" guidato da un eroico equipaggio in lotta contro il malvagio esercito di Darius. Daiya viene convinto ad unirsi a loro e diventa il pilota del Gaiking, l'invincibile robot in grado di fronteggiare l'esercito nemico. Inizia così il viaggio di Daiya sul Drago spaziale, con lo scopo di sconfiggere gli invasori per proteggere la Terra e ritrovare suo padre.

## Mecha

### Drago spaziale
Il Drago spaziale (大空魔竜?, Daikū Maryū, lit. Demoniaco drago del grande vuoto) ha diverse armi, sia difensive che di attacco.
- Morso Gaiking (キラーバイト?, Kirā Baito, Killer Bite): la testa può azzannare i nemici così come in configurazione Gaiking.
- Missili perforanti di Zormanium (ゾルマニウム貫通弾?, Zorumaniumu Kantsūdan, Proiettili Perforanti di Zormanium): due torrette difensive, possono sparare in un raggio di 180°.
- Lame di drago (ドラゴンカッター?, Doragon Kattā, Dragon Cutter): coppia di lame frontali capaci di squarciare qualsiasi metallo. Possono essere anche lanciate verso il nemico.
- Illusione protettiva (イリュージョンプロテクト?, Iryushon Purotekuto, Illusion Protect): una barriera mimetizza il Drago spaziale con il cielo, sia ottica che con tecnologia stealth.
- Protezione ad avvolgimento (ボルションプロテクト?, Borushon Purotekuto, Volution Protect): il Drago spaziale si "avvolge" richiudendosi su se stesso, connettendo la coda alla testa o al collo, qualora la testa sia usata nel Gaiking, creando successivamente una barriera energetica tutto intorno al mecha. Questa protezione è usata anche per effettuare il Rollercoaster Attack, che consiste nel rotolamento molto veloce del Drago spaziale, sfruttando gli spuntoni artigliati che ha sulla schiena per ottenere una specie di effetto scavante.

### Gaiking
Il Gaiking (ガイキング?, Gaikingu) ha diverse armi a sua disposizione. Alcune di queste incorporate nel robot, altre sono, invece, lanciate direttamente dal Drago spaziale.
Da notare come Daiya cambi il colore dei capelli, da nero a rossi e castani, e pettinatura quando entra nella cabina di pilotaggio del Gaiking, cosa che non accade agli altri personaggi che guidano Giganti della Fiamma, né a Lee quando pilotava lui il Gaiking.
- Raggio ottico (デスパーサイト?, Desupā Saito, Despair Sight): due raggi energetici di colore giallo. Sparati dagli occhi del Gaiking, vengono in seguito montati anche sullo Stinger.
- Croce spaziale (カウンタークロス?, Kauntā Kurosu, Counter Cross): due lame a forma di croce posizionate sulle gambe del Gaiking. Possono anche essere "lanciate"; ritornano indietro alla stessa maniera di un boomerang.
- Scudo Gaiking (ガイキングシールド?, Gaikingu Shīrudo, Gaiking Shield): uno scudo. Viene inviato al Gaiking dal Drago spaziale.
- Scure Gaiking (ガイキングアックス?, Gaikingu Akkusu, Gaiking Axe): un'ascia dal manico allungabile. Viene inviata al Gaiking dal Drago spaziale.
- Lancia Gaiking (ガイキングランス?, Gaikingu Ransu, Gaiking Lance)(occasionalmente chiamata "Alabarda Gaiking" nell'edizione Italiana): una lancia. Viene inviata al Gaiking dal Drago spaziale. Si può agganciare ad una Croce spaziale per formare la lancia spaziale (カウンターランス?, Kauntā Ransu, Counter Lance).
- Pugni a razzo (パンチャーグラインド?, Panchā Guraindo, Puncher Grind): gli avambracci si staccano e proseguono fino a colpire i nemici. A differenza della maggior parte delle armi di questo tipo, non tornano indietro automaticamente. Daiya risolve il problema sfruttando gli Arpioni uncinati.
- Arpioni uncinati (ゼクターフック?, Zekutā Hukku, Zector Hook): due catene con uncino sulle spalle del robot. Vengono usati in diverse maniere.
- Scossa elettrica (ボルトパライザー?, Boruto Paraizā, Bolt Paraizer): il Gaiking "incorna" il robot nemico, il quale viene folgorato da una potente scossa che viene emessa dalle punte delle corna.
- Morso Gaiking (キラーバイト?, Kirā Baito, Killer Bite): la bocca del Drago spaziale effettua un vero e proprio morso letale al nemico.
- Raggio perforante (ザウルガイザー?, Zauru Gaizā, Sauru Geyser): raggio distruttivo formato da due raggi di colore diverso (blu e rosso) lanciati dagli "occhi" nel petto del Gaiking avvitati tra di loro.
- Idroraggio (ハイドロブレイザー?, Haidoro Bureizā, Hydroblazer): l'arma più potente del Gaiking, è una scarica di energia potenziata dalla Fiamma del pilota, viene lanciata dagli occhi e dalla bocca del tronco del Gaiking.
- Serpent Buster (サーペントバスター?, Sāpento Basutā): potente raggio energetico rosso lanciato dal Serpent quando agganciato al braccio del Gaiking durante la modalità Buster Gaiking. Ha una vaga forma draghesca e possiede la capacità di deviare il proprio percorso per inseguire i nemici.
- Vortice ciclonico (ストリームサイクロン?, Sutorīmu Saikuron, Stream Cyclone): vortice distruttivo lanciato dal Crab Bunker quando agganciato al busto del Gaiking durante la modalità Diver Gaiking.
- Apertura facciale (フェイスオープン?, Feisu Ōpen, Face Open): in modalità Apertura facciale, alcune parti della corazza del tronco del Gaiking si separano dalla testa del Drago spaziale, rivelando il suo interno; la potenza e la velocità del robot aumentano di quattro volte. Tuttavia, la fiamma richiesta è altrettanto elevata, e l'uso, specialmente se prolungato, può mettere a rischio la vita di un pilota la cui Fiamma non sia abbastanza sviluppata. Per ovviare a questo problema viene inserito un Limiter Bolt, che permette, tramite il comando Chiusura facciale (クローズドフェイス?, Kurōzudo Feisu, Closed Face) di disattivare la modalità in qualsiasi momento.
- Shinryu idroraggio (真龍ハイドロブレイザー?, Shinryū Haidoro Bureizā,  Shinryu Hydroblazer): in modalità Apertura Facciale Daiya utilizza la forma del "Vero drago" (真龍?, Shinryū) insegnatagli da Lee per concentrare la fiammata dell'idroraggio in una sfera di energia che lancia al nemico.

#### Fusioni
Il Gaiking può unirsi con i suoi tre mezzi di supporto (Stinger, Serpent e Crab Bunker) con i quali acquisisce capacità avanzate.
- Sky Gaiking (スカイガイキング?, Sukai Gaikingu): fusione fra Stinger e Gaiking. La manovrabilità e la velocità aerea vengono aumentate. In questa configurazione, Daiya comanda solo le armi, in quanto il volo è affidato al pilota dello Stinger.
- Buster Gaiking (バスターガイキング?, Basutā Gaikingu): fusione fra Serpent e Gaiking. Il Serpent si trasforma in un enorme cannone a raggi che si aggancia al posto del braccio destro del Gaiking. Spara il colpo "Serpent Buster", un enorme raggio rosa a forma di drago capace di cambiare direzione e colpire molti nemici in una volta sola.
- Diver Gaiking (ダイバーガイキング?, Daibā Gaikingu): fusione fra Crab Bunker e Gaiking. È una configurazione adatta alle missioni sottomarine: migliora, infatti, la manovrabilità subacquea del Gaiking. È armato anche di un siluro, che parte dalla bocca del Drago spaziale, e del "Vortice ciclonico", un potente doppio mulinello che fuoriesce dai motori del Crab Bunker. Soprannominato Granchio reale (カニキング?, Kanikingu, Kaniking: "Kani" significa "Granchio" in giapponese) da Daiya.
- Triple Gaiking (トリプルガイキング?, Toripuru Gaikingu): fusione di Crab Bunker, Serpent e Stinger col Gaiking. È soprannominato "Sky Buster Kaniking" da Daiya.

### Kill Jaguar
Il Kill Jaguar (キルジャガー?, Kiru Jagā) è un mezzo di supporto del Gaiking, ha la forma di un giaguaro ed inoltre può volare.
Non effettua fusioni con gli altri mezzi. Come il pilota, Dick, ha l'occhio destro coperto da una benda/protezione.
Ha diverse armi a disposizione.
- Raggio perforante (ザウルガイザー?, Zauru Geizā, Sauru Geyser)
- Frustata di coda (ゼクターテイル?, Zekutā Teiru, Zector Tail)
- Tempesta vulcanica (バルカンストーム?, Barucan Sutōmu, Vulcan Storm)
- Fiammata letale (デスファイヤー?, Desu Faiyā, Death Fire)

### Drago Imperiale
Il Drago imperiale (大地魔竜?, Daichi Maryū, lit. Drago demoniaco della Terra) è uno dei due prototipi del Drago spaziale.
- Punte perforanti (ミラクルドリル?, Mirakuru Doriru)
- Cannone a raggi induttivi (誘導ビーム砲?, Yūdō Bīmu Hō)

### Balking
Il Balking (バルキング?, Barukingu) è il Gigante della fiamma del Drago imperiale, la cui testa ne diviene il petto.
- Idrocannone (ハイドリュートカノン?, Haidoryūto Kanon, Hydrute Cannon): una coppia di cannoni ad energia "Idrorazzo" posizionati sulle spalle del Balking. L'idrorazzo (ハイドリュート?, Haidoryūto, Hydrute) è la fonte di energia dei Giganti della Fiamma e relative navi.
- Corona letale (コロナブラスト?, Korona Burasuto, Corona Blast): colpi a ripetizione sparati dalle dita del Balking.
- Missili a fiamma rapido (速射ミサイル?, Sokusha Misauru, Missili a fuoco rapido)
- Ustione eterna (エンドレスバーン?, Endoresu Bān, Endless Burn)
- Punte perforanti (ミラクルドリル?, Mirakuru Doriru, Miracle Drill)
- Grand Axe (グランドアックス?, Gurando Akkusu)
- Giganter Cross (ギガンタークロス?, Gigantā Kurosu)

### Mostro spaziale
Il Mostro spaziale (天空魔竜?, Tenkū Maryū, lit. Drago demoniaco del cielo) è uno dei due prototipi del Drago spaziale.

### Raiking
Il Raiking (ライキング?, Raikingu) è il Gigante della fiamma del Mostro spaziale, il cui emblema ne diviene il petto.

## Doppiaggio
| Personaggio      | Doppiatore giapponese | Doppiatore italiano |
| ---------------- | --------------------- | ------------------- |
| Daiya Tsuwabuki  | Mayumi Tanaka         | Alessio De Filippis |
| Lulu Arjes       | Tomoko Kawakami       | Elisabetta Spinelli |
| Puria Richardson | Reiko Kiuchi          | Donatella Fanfani   |
| Shizuka Fujiyama | Satsuki Yukino        | Renata Bertolas     |
| Dick Allkind     | Tatsuhisa Suzuki      | Maurizio Merluzzo   |
| Daimon           | Ryūzaburō Ōtomo       | Antonio Paiola      |
| Capitano Garis   | Tōru Ōkawa            | Marco Balzarotti    |
| Vicecom. Rosa    | Tomoe Hanba           | Marcella Silvestri  |
| Proist           | Haruna Ikezawa        | Jolanda Granato     |
| Noza             | Daisuke Kishio        | Simone D'Andrea     |
| Saspazi          | Hideyuki Tanaka       | Diego Sabre         |

## Sigle

### Sigle giapponesi
- "GAIKING", cantata dai Psychic Lover; sigla d'apertura, usata anche come sigla di chiusura per l'ultimo episodio.
- "Boku ni dekiru koto", cantata da Hideaki Tokunaga; prima sigla di chiusura.
- "Oh! My God", cantata dai Psychic Lover; seconda sigla di chiusura.

### Sigla d'apertura e chiusura italiana
- "Gaiking", testo di Graziella Caliandro, musica di Enrico Francesco Santulli, cantata da Silvio Pozzoli.